# NGC 2202
NGC 2202 est un amas ouvert, situé dans la constellation d'Orion. Il a été découvert par l'astronome germano-balte Friedrich Georg Wilhelm von Struve en 1825.
NGC 2202 est à environ 900 pc (∼2 940 al) du système solaire et les dernières estimations donnent un âge de 327 millions d'années. La taille apparente de l'amas est de 7,0 minutes d'arc, ce qui, compte tenu de la distance, donne une taille réelle maximale d'environ 6,0 années-lumière. 